# 알라위파

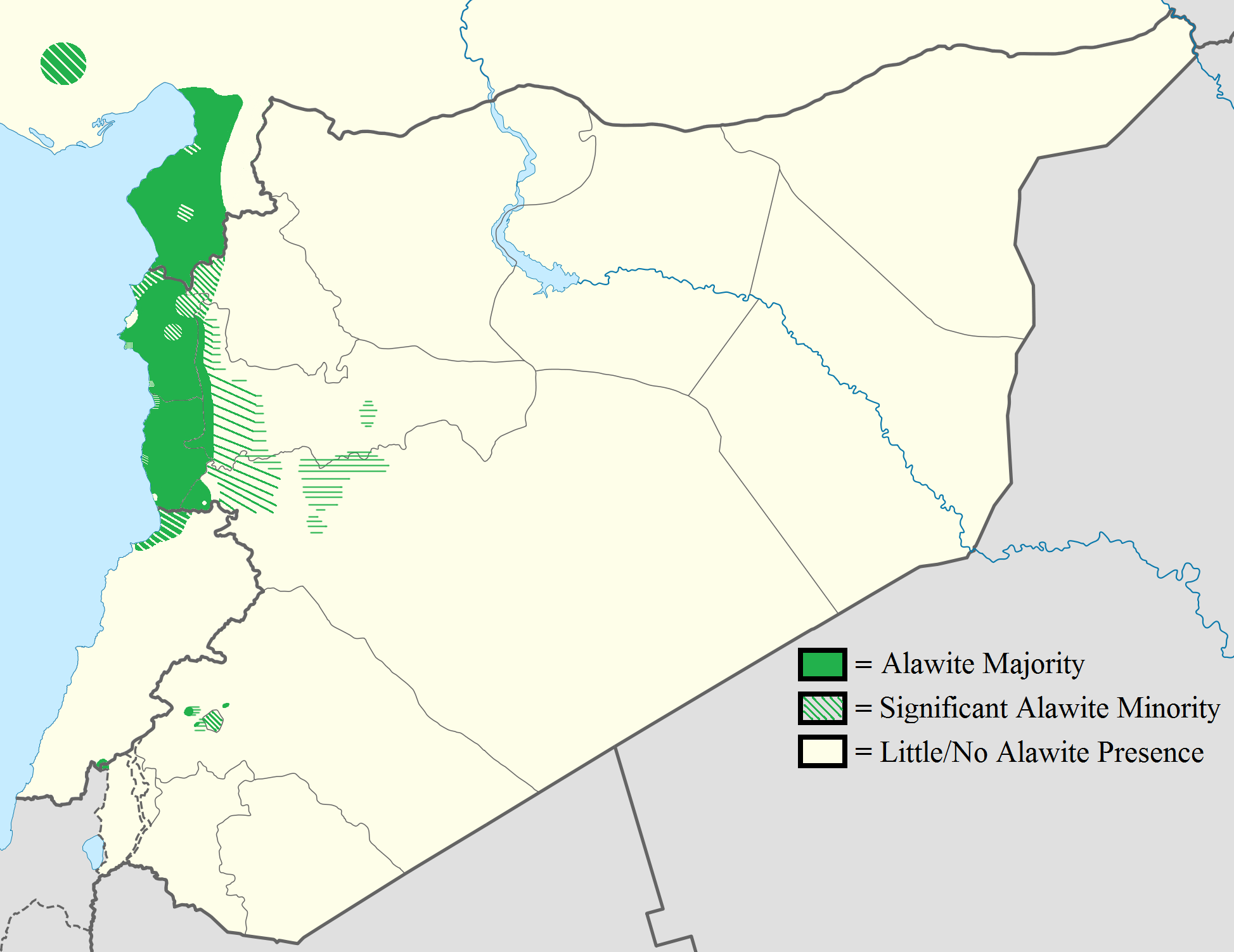
레반트 지역에 있어서 알라위파 신도들의 분포도

알라위파(영어: Alawites, 아랍어: علوية)/ʿAlawīyyah)는 이슬람교 시아파의 한 종파이며, 신자들은 시리아 지중해 연안 지역을 중심으로 분포해 있다. 신도 수는 2002년 기준으로 263만 명으로 추정된다.
스스로 시아파의 열두 이맘파의 갈래라고는 하지만 논란이 많다. 알라위파는 알리(Ali ibn Abi Talib)를 공경하며, 알리를 따르는 자들이라는 뜻이다. 이 종파는 9세기경 이븐 누사이르에 의하여 창시된 것으로 알려져 있다. 따라서 알라위파는 비하적 의미인 누사이리파(아랍어: نصيرية)로도 불리어 왔다.
시리아 인구의 12%를 차지하며 터키와 북부 레바논에서도 상당한 규모의 소수종파를 이루고 있다. 특히 지중해에 면한 라타키아 주, 타르투스 주 등 시리아 해안 지역에서는 수니파와 이스마일파, 기독교 신자들과 함께 살면서 다수를 이루고 있다. 한편 골란고원의 가자르(Ghajar) 마을에도 신도가 살고 있다. 이 종파는 터키의 알레비파와도 자주 혼동된다.
역사적으로 알라위파는 그들의 신앙을 이방인들로부터 비밀스럽게 지켜 왔으며, 따라서 억측이 난무했다. 그러나 21세기 들어, 서방 학자들의 연구가 상당한 진전을 보였다. 알라위파의 역사에서, 프랑스의 시리아 지배는 중요한 전환점이었다. 알라위파 신도들이 신생 시리아군에서 점점 주도권을 잡게 되었고, 마침내 1970년 하페즈 알아사드가 권력을 잡았다.
메흐다드 이자디 조사에 따르면 알라위파는 시리아 인구의 17.2%를 차지하며 2010년의 11.8%에 비해 증가했으며 터키 하타이 주와 북부 레바논의 상당한 소수민족이다.
알라위파는 별도의 민족적 숭고한 집단으로 식별된다. 쿠란은 그들의 성서와 본문 중 하나에 불과하며, 그들의 해석은 시아 무슬림 해석과는 거의 공통점이 없지만 초기 바티니야와 다른 무슬림 굴라트 종파에 따른 것이다. 알라위트 신학과 의식은 몇 가지 주목할 만한 방법으로 주류 시아파에서 탈피한다. 첫째로, 알라위 사람들은 의식에서 포도주를 마신다. 다른 이슬람교도들은 술을 자제하는 반면 알라위 사람들은 사회적으로 적당히 마시도록 권장된다. 마지막으로, 그들은 또한 환생을 믿는다.
알라위파인들은 역사적으로 외부인으로부터 그들의 신념을 비밀로 해왔기 때문에 그에 대한 소문이 나돌았다. 그들의 신념에 대한 아랍어 설명은 당파적인 경향이 있다. 그러나 2000년대 초부터 알라위파 종교에 대한 서양의 지원은 상당한 발전을 이루었다. 알라위트 신앙의 핵심에는 하나의 신의 세 가지 면으로 구성된 신성한 삼위일체가 있다. 이러한 측면들, 즉 분출은 역사를 통틀어 인간의 형태로 순환적으로 나타난다.
시리아의 프랑스령 제정은 알라위 역사에 전환점을 맞았다. 프랑스에 시리아 민간인을 무기한 군대로 영입할 수 있는 권한을 부여하고 알라위트 주 등 소수민족 전용 지역을 만들었다. 알라위트 주는 이후 해체되었지만 알라위트는 시리아 국군의 중요한 부분을 계속 담당하였다. 1970년 시정운동을 통해 하페즈 알 아사드가 집권한 이후 알라위트 알 아사드 일가가 이끄는 정치 엘리트가 정권을 장악하고 있다. 1970년대와 1980년대 시리아에서 이슬람 반란이 일어났을 때, 설립은 압박을 받았다. 시리아 내전이 더 큰 압박으로 작용했다.

## 어원
오래된 문서에서는 알라위파를 종종 "안사리스"라고 부른다. 19세기 중엽 알라위 사람 사이에서 살았던 사무엘 리드에 따르면, 이것은 그들이 그들 사이에서 사용하는 용어였다. 다른 출처들은 "안사리"가 "누사이리"의 번역에서 서양의 오류일 뿐이라는 것을 나타낸다. 그러나 프랑스 위임 통치 기간 동안 공동체 내의 지식인들에 의해 주도된 운동이 근대적 용어인 "알라위"로 대체하려 함에 따라 1920년대까지 "누사이리"라는 용어는 통화가 떨어졌다.
그들은 ("별도의 민족적, 종교적 정체성"을 암시하는) 구명을 "종파의 적들의 발상"으로 특징짓고 표면적으로는 "주류 이슬람교와의 연결" 특히 시아파에 대한 강조를 선호했다. 이와 같이 "누사이리"는 현재 일반적으로 구식으로 간주되고 있으며, 심지어 모욕적이고 욕설적인 암시를 갖게 되었다. 이 용어는 시리아 내전에서 바샤르 알 아사드 정부에 맞서 싸우는 수니파 원리주의자들이 혐오발언으로 자주 쓰이고 있는데, 이들은 알라위 신앙이 "인간이 만든 것"이고 신성한 영감을 받은 것이 아니라는 암시를 하기 위해 이븐 누사이어를 강조한다.
최근의 연구는 알라위 호칭이 11세기 이후 이 종파의 추종자들에 의해 사용되었다는 것을 보여주었다. 알칸(2012)의 다음 인용문은 이 점을 예시하고 있다.

"실제로 '알라위'라는 명칭은 11세기 초에 이르면 (…) 누차이루트(Nuṣayritory)라는 이름으로 나타난다. 더구나 '알라위'라는 용어는 이미 20세기 초엽에 쓰였다. 1903년 벨기에 태생의 예수회와 오리엔탈리스트 앙리 라멘스(d. 1937년)는 안타키야 인근 마을에 있는 어떤 쟈이다르-누아라이르 셰이크 압둘라를 방문하여 후자가 그의 백성들을 위해 '알라위'라는 이름을 선호했다고 언급한다. 이 초기 자기 지정은 내 생각에 3배의 중요성이 있다. 첫째로, '알라위'라는 단어는 ʿ알라위 작가들이 강조하는 바와 같이 이 사람들에 의해 항상 사용되었다는 것을 보여주고, 둘째로, 19세기 일부 셰이크들이 시작한 누아위파의 개혁과 이슬람의 일부로 받아들여지려는 시도를 암시하고, 셋째로, '누'로부터 정체성과 이름을 바꾸려는 주장에 도전한다.Nuṣayrī'에서 'ʿAlawī'까지가 1920년경, 시리아에서 프랑스 위임 통치 초기(1919–1938년)에 일어났다."
비록 이 용어가 공통적인 어원과 발음을 공유하지만 알라위족은 터키의 알레비 종교 종파와는 구별된다.

## 교리
알라위인과 그들의 신앙은 "비밀스러운 것"이라고 일컬어져 왔다. 예를 들어, 야론 프리드먼은 이 종파에 대한 자신의 연구서에서 인용한  알라위파의 종교적 자료가 "공공도서관과 인쇄된 책"에서 얻은 것일 뿐이며, 알라위파의 "성스러운 문서들"은 여전히 "비밀로 유지되고 있다" 고 말했다. 알라위파의 교의 중 일부는 대다수 알라위 신도에게도 비밀로 부쳐지며 오직 선택된 소수에게만 알려진다. 따라서 그들은 신비주의 종파의 하나로 일컬어져 왔다.
현대에 알라위파 신앙은 그들의 지도부에 의해서 공식화된 적이 없다. 알라위파 즉 누사이리파 성직자들은 그들의 핵심 교리를 숨기며 선택된 소수에게만 알려준다. 알라위파는 역사적 박해로 인해 이른바 타키야 관습 즉 자신의 신앙을 숨기고 신비화하는 경향이 있다.

### 신학과 실천
알라위파 교리는 영지주의, 신플라톤주의, 기독교(그들은 예를 들어 빵과 포도주의 축성을 포함한 미사를 행한다) 요소를 이슬람교의 상징체계에 혼합한, 혼합주의라고 묘사되어 왔다.
알라위파는 신이 마나(의미)와 이슴(이름)과 밥(문)이라는 세 가지의 별개의 모습으로 현현한다고 말하는 삼위일체적 교리를 주장한다. 마나는 이슴을 생산하며 이슴은 밥을 생산한다. 그들은 이들을 각각 하늘과 해와 달로 묘사한다. 그들은 또한 알리가 최후 최고의 신의 현현이며, 알리가 무하마드를 창조하였고 그에게 쿠란의 가르침을 세상에 펼치도록 사명을 주었다고 믿는다.
《현대 이슬람 세계 옥스퍼드 백과사전》은 이들을 수니파 이슬람교도와 관계 없는 시아파 극단주의의 하나로 기술하고 있다.

### 환생
알라위 사람들은 그들이 원래 불순종 때문에 천국에서 쫓겨난 별 혹은 신성한 빛이었고, 천국으로 돌아가기 전에 반복적인 환생(또는 전이)을 겪어야 한다고 주장한다. 그들은 죄를 통해 기독교인이나 다른 사람으로 환생할 수 있고, 이교도 되면 동물로 환생할 수 있다. 하지만 여성은 환생에서 제외된다.
이스라엘의 베긴-사다트 전략연구센터(Begin-Sadat Center for Strategic Studies)에 따르면, 알라위 신앙은 친유대적이고 반수니적이라고 한다. 그들은 신의 화신이 가나안을 정복한 여호수아와 네 번째 칼리프 알리를 포함한다고 믿기 때문이다. 이 연구소는 알라위파가 정치적 방편으로 아랍인이라고 자칭하지만 종족적으로는 아랍에 속하지 않는다고 한다. 그들의 믿음은 삼위일체에 기반을 두며 그것이 알라위파 믿음의 핵심이다.

### 그 외 습관들
- 기독교식 이름(first name)을 가지는 경우도 많다.
- 시체를 땅 위의 석관(石棺)에 장사지낸다.
- 주현절(主顯節), 성탄절,[29] 및 요한네스 크리소스토무스와 마리아 막달레나 축일을 기념한다.[30]

## 이슬람교 내에서의 위치
예루살렘 하즈 아민 알 후세이니의 수니파 대무프티는 아랍 민족주의를 위해 이들을 이슬람 공동체의 일원으로 인정하는 파트와를 발행했다.
그러나 시리아 역사학자 이븐 카티르와 같은 아타리 수니파 학자들은 그들의 저서에서 알라위파를 쿠파르(인피델)와 무쉬리켄(폴리테우스)으로 분류했다. 이븐 타이미야는 그의 강경한 반알라위파 중 가장 치명적인 반알라위파라고 주장하였다. 알-가잘리와 같은 다른 수니파 학자들도 그가 비무슬림파라고 간주한 알라위인에 대한 폭력을 승인했다. 벤자민 디즈레일리는 그의 소설 탠크레드에서 알라위파가 무슬림이 아니라는 견해를 나타내기도 했다.
역사적으로 열두이맘파 시아 학자들(샤이크 투시 등)은 알라위파를 이단적인 신앙을 비난하면서도 시아 이슬람교도로 여기지 않았다. 이븐 타이미야도 알라위파가 시아파가 아니라고 지적했다.
여러 국제 언론 보도에 따르면 2016년 알라위파 지역사회 지도자들이 불특정 다수가 (알라위파 공동체의) '정체성 개혁 선언문'을 발표했다. 성명서는 알라위파를 현재 "이슬람 내부"로 제시하고 알라위파 공동체를 열두이맘파 공동체에 편입시키려는 시도를 거부하고 있다.

마티 무사(Matti Moosa)에 따르면 누사이리파의 기독교적 요소들은 틀림이 없다. 삼위일체 개념, 즉 크리스마스의 축하, 쿠르바나의 봉헌, 즉 그리스도가 제자들에게 바친 육신의 성찬, 그리고 가장 중요한 것은 쿠다(Ali의 신성한 속성과 모든 성서 족장들의 의인화를 선포하는 장문의 기도)의 축사 등이다. 아담에서 교회 설립자인 베드로까지, 역설적으로 진정한 이슬람의 구현으로 비춰지고 있다.
배리 루빈(Barry Rubin)은 시리아의 지도자 하페즈 알 아사드와 그의 아들이자 후계자인 바샤르 알 아사드는 동료 알라위인들에게 "일반적인 이슬람교도처럼 행동하도록 압력을 가함으로써 그들의 독특한 면모를 벗겨내거나 최소한 은폐하라"고 제안했다. 1970년대 초 알라위윤 시아투 알 알 바이트("알라위족은 예언자의 가문의 추종자들")가 출판되었는데, 이 책자는 "수많은 '알라위' 종교인들이 서명한 것"으로 열두이맘파 시아의 교리를 알라위파라고 표현하였다. 게다가 최근 시리아와 콤의 교육교류 프로그램을 통해 알라위파와 열두이맘 이슬람의 다른 분파를 통합하려는 움직임이 일고 있다.ref name="CoFR">Esther, Pan (2006년 7월 18일). “Syria, Iran, and the Mideast Conflict”. 《Backgrounder》. Council on Foreign Relations. 2011년 5월 23일에 원본 문서에서 보존된 문서. 2011년 4월 30일에 확인함.</ref>
논란은 있으나, 알라위파는 열두 이맘파 이슬람교에 속한다고 자칭해 왔으며, 이는 1970년대 들어 레바논의 시아파 성직자 무사 알사드르와 이란의 종교지도자 루홀라 호메이니가 인정하였다. 그러나 수니파 중에서도 이븐 카티르 같은 아타리파(오늘날의 살라프파) 학자들은 그들의 저서에서 알라위파를 이교도로 분류해왔다.
일부 소식통들은 알 아사드 정권하에서 알라위인의 '순화'에 대해 논의해왔다. 중동연구센터의 조슈아 랜디스 소장은 하페즈 알 아사드가 "세속주의와 사회의 관용을 보존하는 대가로 알라위트를 '선(善) 이슬람교도'로 만들려고 노력했다"고 쓰고 있다. 반면, 알 아사드는 "알라위파는 열두이맘 시아파에 불과하다"고 선언했다. 란디스는 '시리아에서의 이슬람 교육'이라는 논문에서 알라위파, 드루즈파, 이스마일파 또는 시아 이슬람교의 시리아 교과서(알아사드 정권이 통제하는)에 '無 언급'이 이루어지고 있으며, 이슬람은 단일 종교로 제시되었다고 썼다.
알리 술레이만 알-아흐마드 바트당 시리아 대법관은 "우리는 알라위파 무슬림이다. 우리의 책은 쿠란이다. 우리의 예언자는 무함마드다. 카바는 우리의 키블라, 우리의 Dīn(종교)은 이슬람이다."라고 밝히기도 했다.

## 같이 보기
- 드루즈파